# Sangita Iyer

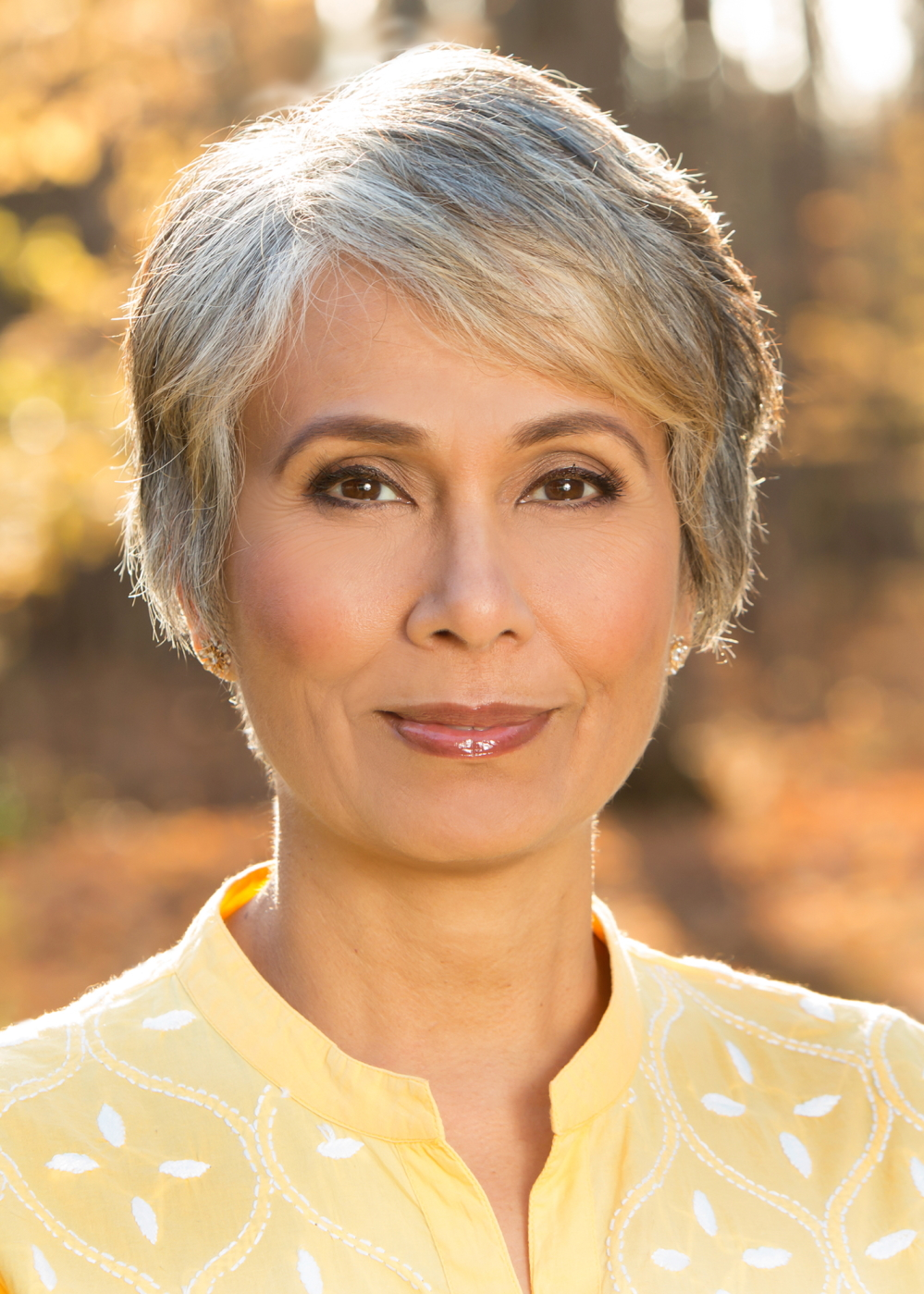
Sangita Iyer

Sangita Iyer (Malayalam സംഗീത അയ്യർ, Hindi संगीता अय्यर; * im Distrikt Palakkad, Kerala, Südindien) ist eine indisch-kanadische Umwelt- und Tierschutzaktivistin, Filmemacherin, Autorin, Moderatorin, Journalistin und Biologin, die besonders durch ihren Einsatz für die asiatischen Elefanten in Indien bekannt geworden ist.

## Leben und Wirken
Sangita Iyer verbrachte ihre ersten vier Lebensjahre im Distrikt Palakkad in Kerala, wo sie auch geboren wurde. Ein Schlüsselerlebnis hatte sie etwa mit drei Jahren, als sie beim Besuch eines Tempels zusammen mit ihren Großeltern einen männlichen Tempelelefanten kennenlernte und dabei ihre lebenslange Liebe zu Elefanten entdeckte, die sie als ihre „Seelentiere“ empfindet.
Als sie vier Jahre alt war, zog sie mit ihrer Familie nach Mumbai (Bombay), wo sie ihre Schulbildung erhielt und auf der Universität Biologie studierte, mit einem Bachelor of Science als Abschluss. Danach unterrichtete sie eine Zeit lang an einer Grundschule in Mumbai und später an einer Sekundarschule in Nairobi, Kenia.
1989 zog Iyer nach Toronto in Kanada um, wo jedoch ihre Abschlüsse aus Indien nicht anerkannt wurden. Sie studierte daraufhin Umwelterziehung und -kommunikation (mit Master-Abschluss) und machte ein Diplom in Rundfunkjournalismus, mit dem Ziel, die Menschen über Natur und Tierwelt aufzuklären. Sie begann ihre journalistische Laufbahn als Assistentin in der Nachrichtenredaktion von CTV Toronto und arbeitete anschließend als Videojournalistin und Moderatorin bei Rogers’ OMNI Television in Toronto.
Im Jahr 2004 übersiedelte sie nach Bermuda, wo sie die Hauptnachrichten des ABC/CBS-Senders ZBM News moderierte, und war 2008 Mitbegründerin der Bermuda Environmental Alliance (BEA), einer gemeinnützigen Organisation, deren Ziel es ist, „über Natur- und Tierschutzthemen aufzuklären und praktische Lösungen im Sinne des Umweltschutzes anzubieten“. Nach und nach begann Iyer, Dokumentarfilme über die Natur und die Tierwelt zu produzieren, insbesondere eine vierteilige Miniserie namens Bermuda – Nature's Jewel für Discovery Channel Canada's Daily Planet, und eine sechsteilige Serie mit demselben Titel, die später an den Schulen in Bermuda als Lehrmittel eingesetzt wurde; in der letzteren fungierte Iyer als Moderatorin, Regisseurin und Produzentin.
Im September 2012 wurde Sangita Iyer vom damaligen US-Vizepräsidenten Al Gore für das Training des Climate Reality Project ausgewählt und hat mehrere Vorträge über den Klimawandel in kanadischen Schulen und Universitäten gehalten.
Als sie 2013 einen Besuch in ihrer Heimatregion in Indien machte, wurde ihr klar, wie viel Leid Elefanten in Indien durchmachen müssen und sie beschloss, sich von nun an für sie einzusetzen. Daraus resultierte zunächst ihr vielfach preisgekrönter Dokumentarfilm Gods in Shackles („Götter in Ketten“), der 2016 herauskam, und in dem sie die brutale Realität der Tempel- und Zeremonialelefanten hinter der glitzernden Fassade von religiösen Festivals wie dem von Thrissur Puram in Kerala aufdeckte. Gods in Shackles erhielt neben vielen Auszeichnungen eine Nominierung bei der Generalversammlung der Vereinten Nationen und brachte Sangita Iyer den Nari Shakthi Puraskaar („Women Power Award“) ein – die höchste Auszeichnung für Frauen, die in Indien etwas bewegen –, der ihr im März 2017 vom Präsidenten des Landes „für ihren Mut, die Notlage von in Gefangenschaft lebenden Elefanten aufzudecken, die hinter dem Schleier von Kultur und Religion für Profit ausgebeutet werden“ verliehen wurde. Der Film und Sangita Iyers Einsatz für die asiatischen Elefanten wurde auch von UN-Friedensbotschafterin Jane Goodall unterstützt, welche die indische Regierung aufforderte, die Gesetze zum Schutz von Wildtieren und Tieren in Indien zu ändern.
2022 wurde Sangita Iyers Buch Gods in Shackles – What Elephants Can Teach Us About Empathy, Resilience and Freedom („Götter in Fesseln – Was Elefanten uns über Empathie, Widerstandsfähigkeit und Freiheit lehren können“) veröffentlicht.
Iyer wurde schnell klar, dass ihr Film allein nicht ausreichte, um tatsächlich etwas zu bewirken. Daher gründete sie die Voice for Asian Elephants Society (VFAES), einerseits um die asiatischen Elefanten in Indien zu schützen und ihre Lebensbedingungen zu verbessern, andererseits, um den Menschen vor Ort durch Beschäftigungs- und Bildungsmöglichkeiten zu helfen. VFAES initiierte mehr als ein Dutzend erfolgreicher Projekte in zwei indischen Bundesstaaten, in Zusammenarbeit mit lokalen Naturschützern und indigenen Völkern.
2018 und 2022 erhielt Iyer Stipendien der National Geographic Society und produzierte eine 26-teilige Dokumentarserie Asian Elephants 101, die auf mehreren National Geographic-Kanälen ausgestrahlt wurde.
Sie setzt sich auch für die Rechte von Frauen in Indien ein.
Über Sangita Iyers Arbeit wurde international berichtet, unter anderem in den BBC News, dem National Geographic Magazine, The Telegraph und anderen prominenten Medien.

## Filme
- Gods in Shackles, Dokumentarfilm, 2016
- Asian Elephants 101, 26-teilige Dokumentarserie für die National Geographic Society